# Gold standard (test)

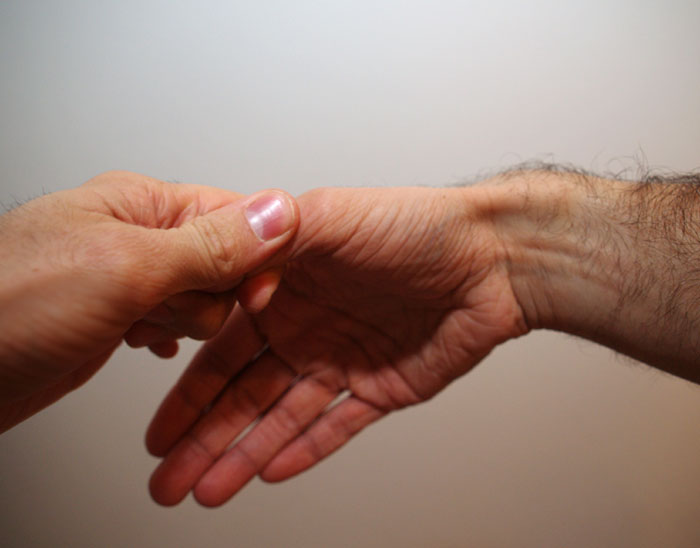
El test de Finkelstein se considera el gold standard a la hora de evaluar la tenosinovitis de De Quervain.

En medicina, el gold standard (del inglés: patrón oro) o test de referencia es un término utilizado para definir aquellas pruebas de diagnóstico que tienen la máxima fiabilidad a la hora de diagnosticar una determinada enfermedad. Esto no conlleva que la prueba posea la máxima fiabilidad en términos absolutos ya que, por ejemplo, una autopsia siempre obtendrá resultados más fiables que la mayoría de pruebas de imagen que existen, pero su uso en sujetos vivos no es viable. Por tanto, podría decirse que el estatus de gold standard se aplica a aquellos tests de fiabilidad máxima dentro de una serie de condiciones específicas.

## Origen
El término fue introducido por Peter Rudd en 1987 basándose en el término financiero del mismo nombre, de manera que, de forma similar al uso que se le daba al patrón oro a la hora de comparar diferentes divisas a nivel internacional, el gold standard en medicina permite comparar la fiabilidad de diferentes tests de diagnóstico. En sus comienzos, el término era utilizado para designar el valor que tienen los ensayos clínicos aleatorizados (o RCTs) a la hora de proporcionar evidencia científica en el campo de la medicina, y esta definición fue pronto aplicada para definir pruebas de evaluación dentro de la jerga médica.
En los comienzos de su uso, a menudo se utilizaba el término golden standard como sinónimo de gold standard. Sin embargo, teniendo en cuenta que este término haría referencia a una prueba diagnóstica infalible —característica no atribuible a los gold standard actuales—, este ha caído en desuso.

## Establecimiento de ungold standard
Los valores utilizados a la hora de determinar un gold standard son frecuentemente las variables estadísticas de sensibilidad y especificidad. La primera hace referencia a la capacidad que tiene un test para detectar con certeza un caso positivo y la segunda a la capacidad de este para detectar un negativo con seguridad. Cuando un test tiene sensibilidad baja, esté arrojará un falso negativo con más frecuencia; mientras que si la especificidad es baja, a menudo se darán falsos positivos. Ambos valores se expresan en porcentaje. En ocasiones, una prueba determinada es incapaz de producir una sensibilidad y especificidad altas simultáneamente. En ese caso, el gold standard estará compuesto de una combinación o clúster de varias pruebas que, individualmente, no puedan proporcionar altos porcentajes para ambas variables. Un ejemplo de esto ocurre en la evaluación de la espondilitis anquilosante, donde no existe un gold standard individual sino que su diagnóstico es alcanzado mediante la realización de diversas pruebas y la correlación de los síntomas con una serie de hallazgos radiológicos.
La evaluación de la capacidad de diagnóstico de un test se realiza a través de estudios de investigación específicos. En la práctica se emplean frecuentemente ensayos clínicos aleatorizados con carácter comparativo que, posteriormente, son compilados y evaluados en metaanálisis y revisiones sistemáticas. Cuando surge un test nuevo y se pretende evaluar para su utilización en práctica, su fiabilidad se compara con el gold standard existente para una determinada enfermedad.